# Museo Estatal Iósif Stalin
El  Museo estatal Iósif Stalin (en georgiano:იოსებ სტალინის სახელმწიფო მუზეუმი) es un museo en Gori, Georgia dedicado a la vida de Iósif Stalin, quien fue gobernante de la extinta Unión Soviética y que nació en esa misma localidad georgiana. El Museo mantiene desde los últimos años de la era soviética sus mismas características. El espacio consta de tres secciones, todas ellas situadas en la plaza central de la ciudad. Se dedicó oficialmente a Stalin en 1957. Con la caída de la Unión Soviética y el movimiento por la independencia de Georgia, el museo fue cerrado en 1989, pero desde entonces ha sido reabierto, y es una atracción turística popular.
A raíz de guerra de Osetia del Sur, el 24 de septiembre de 2008, el ministro georgiano de Cultura Nikoloz Vacheishvili anunció que el museo de Stalin se reorganizaría como el Museo de la agresión rusa en un futuro cercano. En los últimos años una bandera se colocó en la entrada con un anuncio: 
.. Este museo es una falsificación de la historia, es un ejemplo típico de la propaganda soviética y que intenta legitimar el régimen más sangriento de la historia
Sin embargo, el 20 de diciembre de 2012, la Asamblea Municipal de Gori votó para poner fin a los planes para cambiar el contenido del museo.

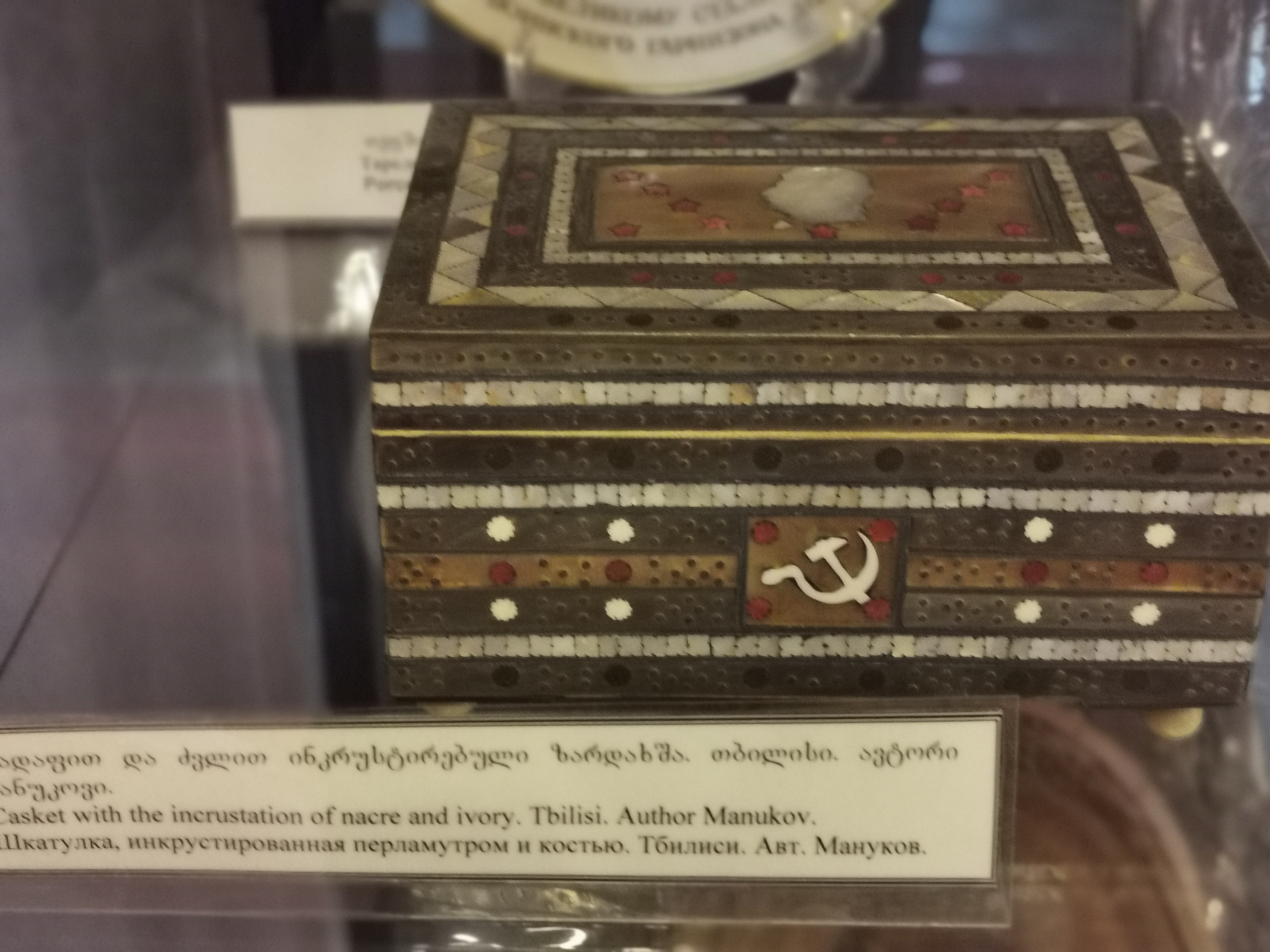
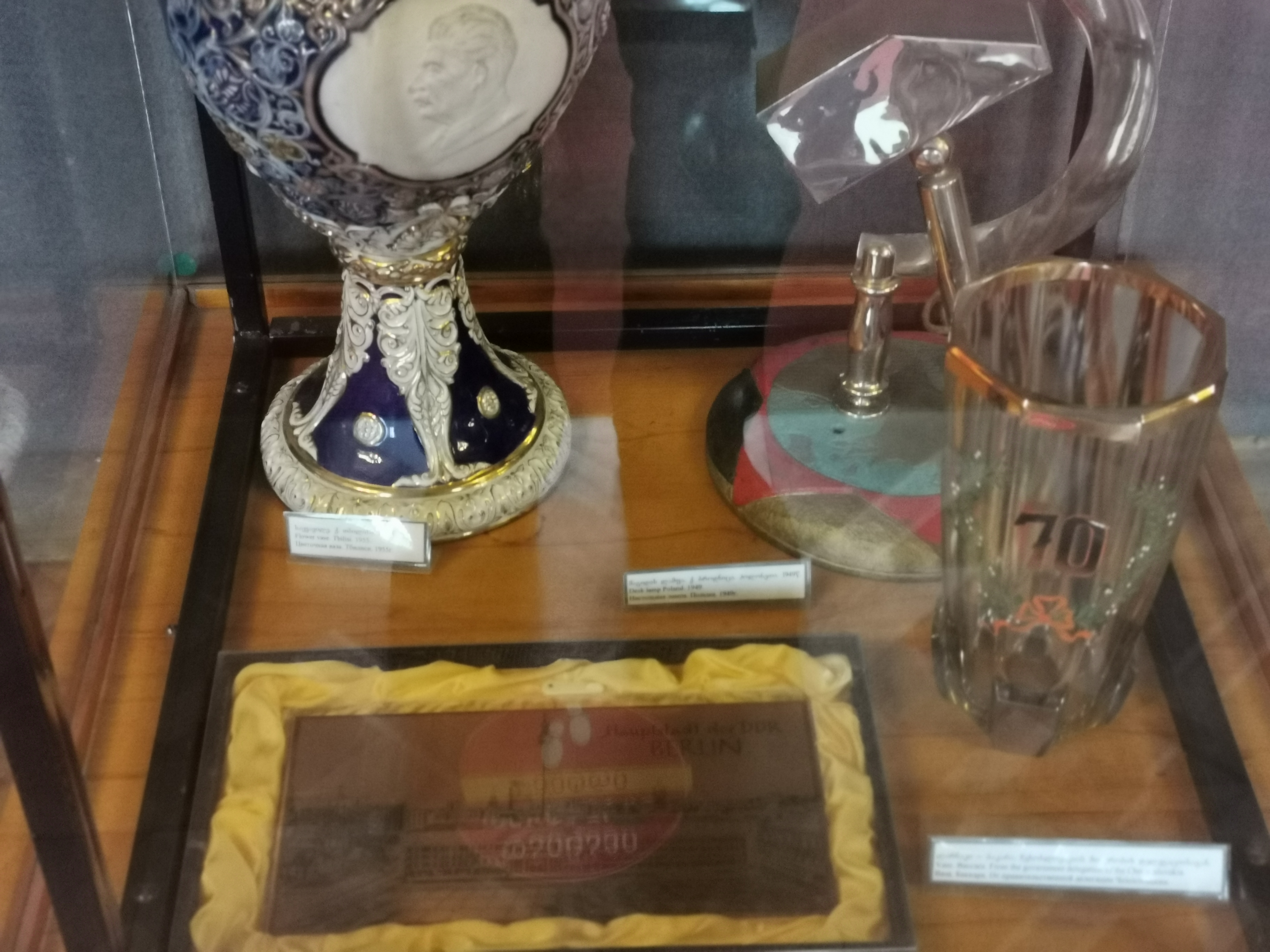
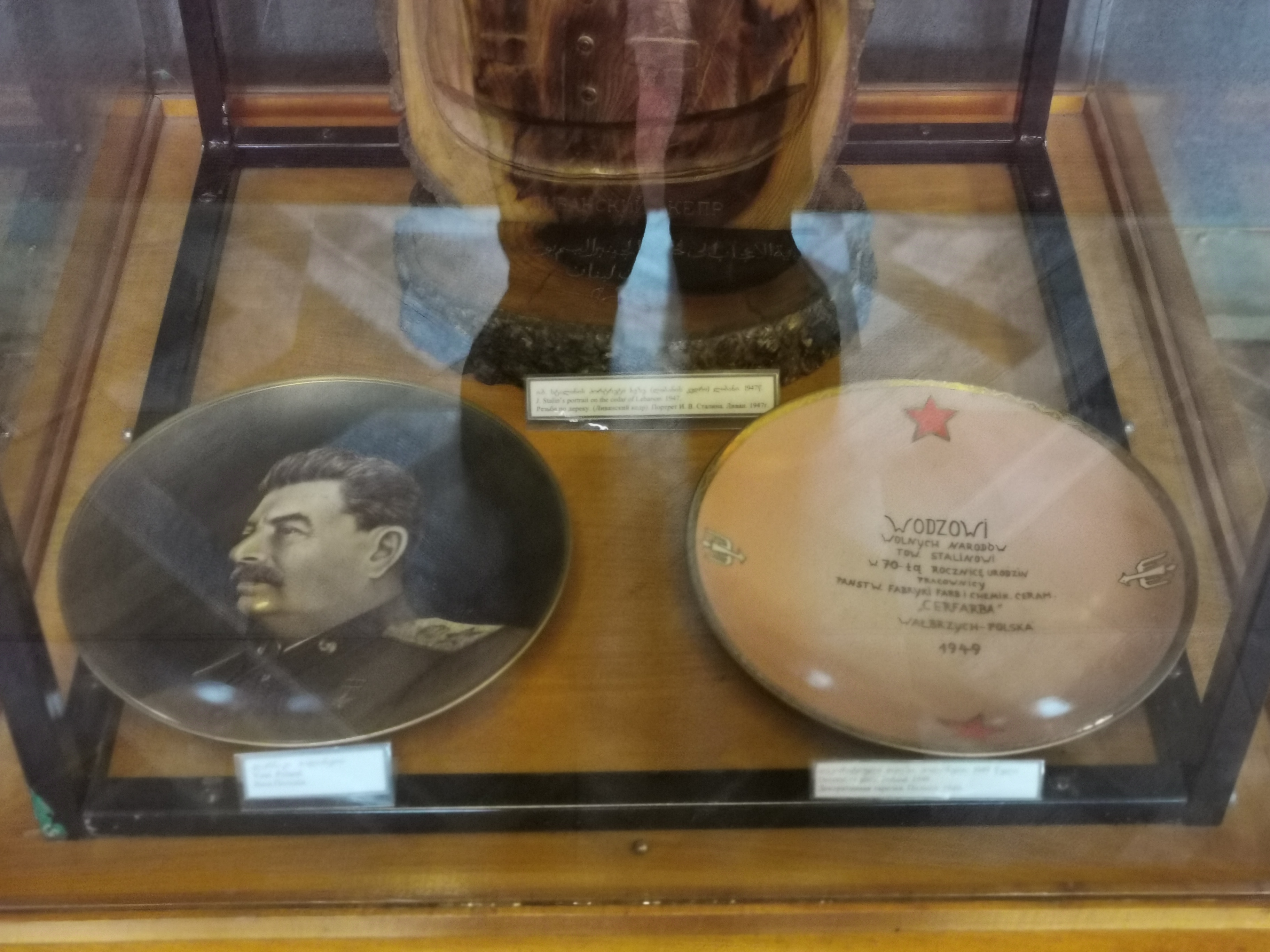
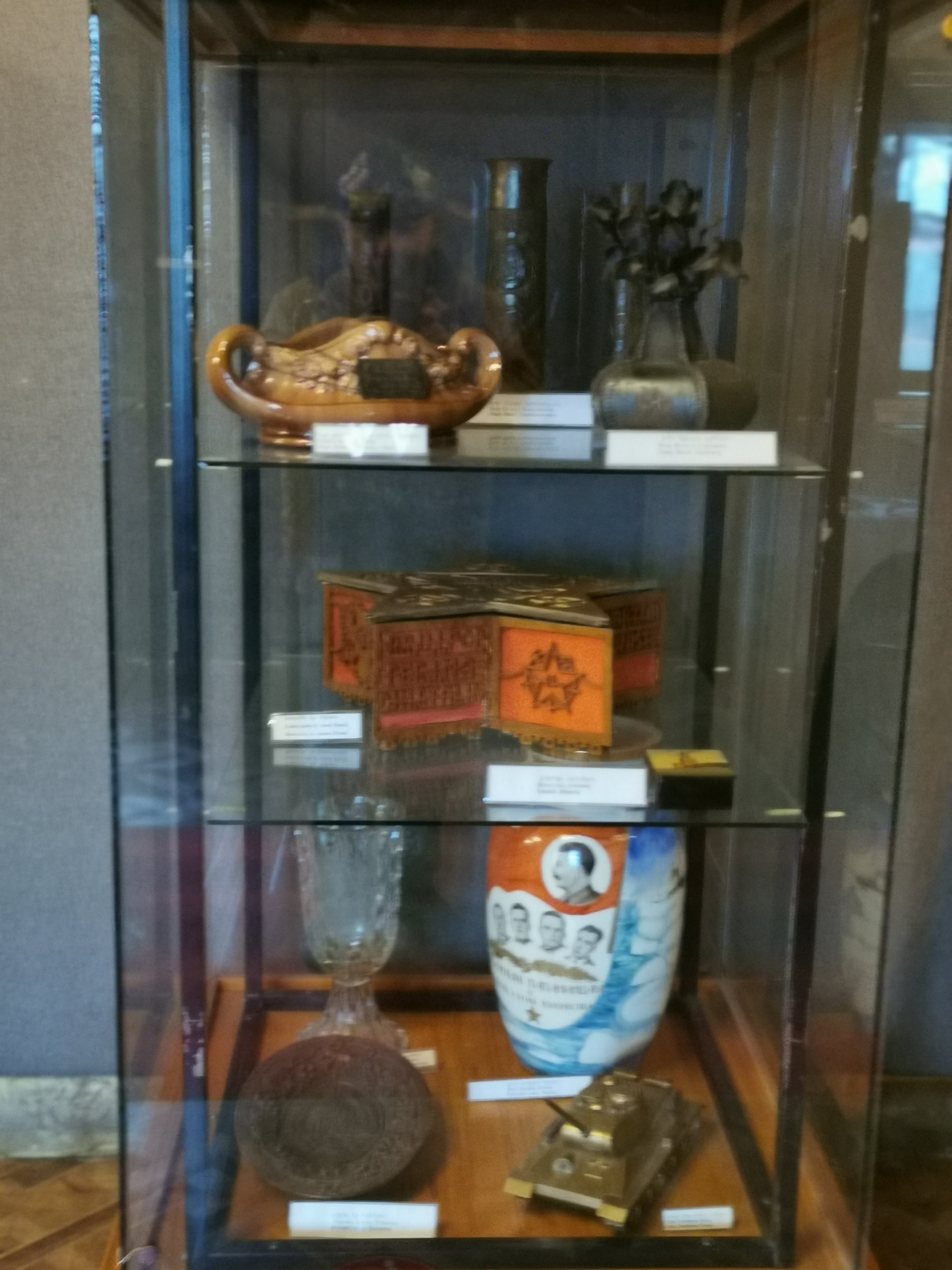